# العلاقات الإسبانية الطاجيكية
العلاقات الإسبانية الطاجيكستانية هي العلاقات الثنائية التي تجمع بين إسبانيا وطاجيكستان.

## مقارنة بين البلدين
هذه مقارنة عامة ومرجعية للدولتين:
| وجه المقارنة                                              | إسبانيا                                                                             | طاجيكستان                          |
| --------------------------------------------------------- | ----------------------------------------------------------------------------------- | ---------------------------------- |
| المساحة (كم2)                                             | 505.99 ألف                                                                          | 143.10 ألف                         |
| عدد السكان (نسمة)                                         | 46.73 مليون                                                                         | 8.92 مليون                         |
| الكثافة السكانية (ن./كم²)                                 | 92.35                                                                               | 62.33                              |
| العاصمة                                                   | مدريد                                                                               | دوشنبه                             |
| اللغة الرسمية                                             | اللغة الإسبانية، اللغة الغاليسية، لغة بشكنشية، اللغة الكتالونية، اللغة الأوكسيتانية | اللغة الطاجيكية                    |
| العملة                                                    | يورو، بيزيتا إسبانية                                                                | ساماني طاجيكي، الروبل الطاجيكستاني |
| الناتج المحلي الإجمالي (بليون دولار)                      | 1.31 تريليون                                                                        | 7.15 مليار                         |
| الناتج المحلي الإجمالي (تعادل القوة الشرائية) بليون دولار | 1.77 تريليون                                                                        | 24.03 مليار                        |
| الناتج المحلي الإجمالي الاسمي للفرد دولار أمريكي          | 28.16 ألف                                                                           | 925                                |
| الناتج المحلي الإجمالي للفرد دولار أمريكي                 | 38.00 ألف                                                                           | 2.69 ألف                           |
| مؤشر التنمية البشرية                                      | 0.876                                                                               | 0.624                              |
| رمز المكالمات الدولي                                      | +34                                                                                 | +992                               |
| رمز الإنترنت                                              | .es                                                                                 | .tj                                |
| المنطقة الزمنية                                           | ت ع م+01:00، ت ع م+02:00                                                            | ت ع م+05:00                        |

## منظمات دولية مشتركة
يشترك البلدان في عضوية مجموعة من المنظمات الدولية، منها:
| علم المنظمة | اسم المنظمة                        | تاريخ انضمام إسبانيا | تاريخ انضمام طاجيكستان |
| ----------- | ---------------------------------- | -------------------- | ---------------------- |
|             | مؤسسة التنمية الدولية              | 18 أكتوبر 1960       | 4 يونيو 1993           |
|             | منظمة الأمن والتعاون في أوروبا     | 25 يونيو 1973        | 30 يناير 1992          |
|             | مؤسسة التمويل الدولية              | 24 مارس 1960         | 2 ديسمبر 1994          |
|             | منظمة حظر الأسلحة الكيميائية       | ?                    | ?                      |
|             | الأمم المتحدة                      | 14 ديسمبر 1955       | 2 مارس 1992            |
|             | الاتحاد الدولي للاتصالات           | 1866                 | 28 أبريل 1994          |
|             | منظمة الشرطة الجنائية الدولية      | ?                    | ?                      |
|             | البنك الدولي للإنشاء والتعمير      | 15 سبتمبر 1958       | 4 يونيو 1993           |
|             | الاتحاد البريدي العالمي            | ?                    | ?                      |
|             | وكالة ضمان الاستثمار متعدد الأطراف | 29 أبريل 1988        | 9 ديسمبر 2002          |
|             | بنك التنمية الآسيوي                | 1986                 | 1998                   |
|             | يونسكو                             | 30 يناير 1953        | 6 أبريل 1993           |
|             | الفريق المعني برصد الأرض           | ?                    | ?                      |

## وصلات خارجية
- موقع وزارة الخارجية الإسبانية